# Швед, Василий Васильевич
Васи́лий Васи́льевич Швед (укр. Василь Васильович Швед; род. 11 декабря 1971, Песочная, Львовская область) — украинский футболист, нападающий.

## Игровая карьера
Воспитанник николаевского футбола. Первые тренеры — Ярослав Вацек и Фёдор Вирт. Во взрослый футбол начинал играть в любительской команде «Николаев», работая на местном цементном заводе. На профессиональном уровне дебютировал в 1993 году в команде «Газовик» (Комарно). После трёх сезонов во второй лиге, перешёл в ряды польской «Люблинянки», руководители которой планировали впоследствии перепродать Шведа в швейцарский клуб «Лугано». В Польше игра у Шведа начиналось всё хорошо, но в третьем матче после игрового столкновения с одним из игроков «Полонии» футболист был дисквалифицирован на полгода, а последовавшая за этим тяжёлая травма не позволила ему более претендовать на место в составе.
По возвращении на Украину, Швед стал одним из ведущих игроков «Газовика». В сезоне 1999/00 футболист становился лучшим бомбардиром второй лиги, поразив ворота соперника 21 раз. Уверенная игра нападающего привлекла к нему внимание тренеров львовских «Карпат», которые выступали в то время в высшей лиге.
В первом же сезоне в высшем дивизионе Швед стал лучшим бомбардиром «Карпат», однако в дальнейшем подобной результативностью не отличался и по итогам сезона 2002/03 покинул команду. Доигрывал на профессиональном уровне в клубах низших лиг, среди которых стрыйская «Газовик-Скала», «Техно-Центр» и тернопольская «Нива». В составе «Скалы» участвовал в чемпионском сезоне 2004/04 второй лиги, однако провёл не достаточно матчей для получения медалей.
После завершения активных выступлений продолжил играть на уровне любительских коллективов в составе львовской «Галичины» и «Карпат» (Каменка-Бугская). Обладатель Кубка Украины среди любителей (2006). Чемпион Львовщины — 1989, 1993, 2005, 2009 гг.

## Вне футбола
Окончил Львовский государственный университет физической культуры. В браке с женой Яриной воспитывал четырёх детей — трёх сыновей и дочь. Старший сын — Марьян, — профессиональный футболист.